# Euphoria (バンド)
euphoria（ユーフォリア）は、日本の男性3人組バンド。123RECORDS所属。2001年に結成。2003年3月26日、ミニアルバム『floral dew』で123RECORDSよりインディーズデビュー。2010年5月現在でアルバム4枚、ミニアルバム2枚、マキシシングル1枚をリリース。直近作品は2010年2月5日リリースの4thアルバム『fluidify』。
これまでに、The Album Leaf (US)、Tarentel (US)、Bellini (IT)、Yndi Halda (UK)などの来日アーティストとも共演。タイ最大のロックフェスティバル「FAT FESTIVAL」では数千人のオーディエンスを前に演奏、アメリカのミュージック・ウェブジン「The Silent Ballet」ではBand of the Weekに選出、またスウェーデンのバンド、efのリミックスCDにアイスランドのStafraenn Hakon、イギリスのIsanらと共に参加するなど、国内のみならず国外でも広く注目を集めている。
メンバーは音楽を始め幅広い創作活動を手がけており、リリースしている全ての音源のジャケットアートワーク、フォトグラフィー、ウェブサイトデザインはベースの佐藤昭太、イラストレーションはドラムの木下陽輔が担当。ギター・ボーカルの森川裕之は、organic stereoとしてソロ形態でも音源をリリース、原美術館や表参道ヒルズなどの空間でライブを行っている。

## メンバー
- 森川裕之（もりかわ ひろゆき、1982年6月7日-）。ギター、ボーカル担当。バンドの楽曲のレコーディング・エンジニアリングも手がける。
- 佐藤昭太（さとう しょうた、1983年1月5日-）。ベース担当。CDジャケット、公式ウェブサイトなどのデザインも手がける。
- 木下陽輔（きのした ようすけ、1982年8月13日-）。ドラム担当。CDブックレットなどに載るイラストも手がける。

## 経歴
- 2001年　自由学園に通っていた当時高校3年のメンバー3人が、euphoriaを結成。都内を中心にライブ活動をスタートする。12月、ライブ会場と公式ウェブサイトで自主制作CD『euphoria ep』を発売（現在は入手不可）。
- 2003年　3月26日、ミニアルバム『floral dew』を123RECORDSより全国発売。9月に東名京阪のツアー。
- 2004年　3月24日、ミニアルバム『silent roar』を123RECORDSより全国発売。4月には、アメリカのThe Album Leafと共演。6月28日、自主企画ライブイベント「silver lining vol.1」開催。
- 2005年　1月、アメリカのTarentelと共演。6月8日、フルアルバム『eternal gift from the moment』を123RECORDSより全国発売。9月-10月に東名神阪のツアー。11月6日、自主企画ライブイベント「silver lining vol.2」開催。
- 2006年　3月にイタリアのBelliniと共演。11月11日にマキシシングル『oneday』を123RECORDSよりリリース。11月12日にはタイ・バンコクで開催されたタイ最大のロックフェスティバル、Fat Festival #6に出演し、数千人のオーディエンスを前に大きな反響を受ける。また、タイのレーベル、Luxi RecordsよりリリースされたコンピレーションCDにキセル、Chocolat&Akito、Cafaらと共に参加。
- 2007年　3月2日、フルアルバム『white pattern』を123RECORDSより全国発売。4月-5月に東京・大阪・神戸・京都のリリースツアー。9月8日、自主企画ライブイベント「silver lining vol.3」にて、初のワンマンライブを開催。10月24日、『white pattern』のタイ盤をLuxi Recordsよりタイ国内にて発売。12月、スウェーデンのバンド、efの楽曲リミックスを担当。efのツアー限定CDに収録される（その他のリミキサー陣は、アイスランドのStafraenn Hákon、イギリスのIsan、スウェーデンのPatrik Torssonなど）。
- 2008年　7月23日、アルバム『silence in everywhere』を123RECORDSより全国発売。9月に全国7ヶ所をまわるリリースツアーを催行。12月6日、自主企画ライブイベント「silver lining vol.4」として、2回目のワンマンライブを渋谷O-Nestにて開催。
- 2010年　2月5日、アルバム『fluidify』を公式サイトにて全曲無料配信形式でリリース。その後4月に当該アルバムのCDパッケージ版を、韓国ソウルのステショナリーブランドO-CHECK DESIGN GRAPHICSとのコラボレーションであるノート型のパッケージにて、また数量限定で、メンバーが手描きでジャケットアートワークを仕上げるハンドメイド版にて、それぞれ123RECORDSより発売。

## 作品

### アルバム
- 『eternal gift from the moment』 123R-8（2005年6月8日）
  1. moment
  2. shining
  3. fairytale landscape
  4. spring cycling
  5. star falling
  6. ferriswheel (in a morning mist)
  7. april sun
  8. seabed curtain
  9. happiness
- 『white pattern』 123R-10（2007年3月2日）
  1. reverse
  2. oneday (album mix)
  3. anemo
  4. usual game
  5. come and go
  6. (un)seen circle
  7. dograce
  8. blue
  9. white pattern
- 『silence in everywhere』 123R-12（2008年7月23日）
  1. december
  2. butterfly track
  3. quiet rain
  4. collapse
  5. silence in everywhere
  6. daydream (beyond the behind)
- 『fluidify』 123R-13（2010年2月5日）
  1. stay alert!
  2. parabola
  3. monotone bed
  4. morning alarm
  5. circus boy
  6. letter from winter
  7. mystic room
  8. melt Fe
  9. random walk
  10. cat in blanket
  11. fluidify
  12. go around a lake（*CD版のみ収録）

### ミニアルバム
- 『floral dew』 123R-6（2003年3月26日）
  1. noise moonrise
  2. clover
  3. this is not here
  4. minty ocean
  5. floral dew
  6. melting into Einstein's brain
- 『silent roar』 123R-7（2004年3月24日）
  1. nightblooming
  2. seek
  3. billy moon's blue
  4. reason
  5. fantasmartyr
  6. silent roar

### マキシシングル
- 『oneday』 123R-9（2006年11月11日）
  1. oneday
  2. summer
  3. fly

### その他
- ef『Hello Scotland Remixes』（2008年・And the Sound Records/日本国内での入手不可）
  1. Hello Scotland (Original version)
  2. Stafraenn Hákon remix（アイスランド）
  3. euphoria remix（日本）
  4. Isan remix（イギリス）
  5. Corwood Manual remix（ドイツ）
  6. Patrik Torsson remix（スウェーデン）
  7. Uzi & Ari remix （アメリカ）

- 『Luxi Magic』（2006年・Luxi Records/日本国内での入手不可）
  1. euphoria - silent roar (2006 version)
  2. Yokee Playboy - I'm Fine
  3. キセル - 夢のいくら
  4. Sqweez Animal - Undeniable
  5. Chocolat & Akito - 左ききの夢
  6. Atit Sornsongkram - Lamer (Full Version)
  7. soNYCboom - Yha Kid Mak
  8. キセル - ハナレバナレ
  9. Goose - No Home, No Summer
  10. Cafa - 旅の終わりに
  11. Krungthep Marathon - Bangkok Marathon
  12. Sqweez Animal - (It's To Dark In Here Mix)
  13. euphoria - shining

## その他
- 2002年、彼らのデモCDをいち早く高く評価していたアパレルブランドMARS SIXTEENからコラボレートTシャツがリリースされている。

### メンバーによるバンド以外の活動
- organic stereo ウェブサイト（森川裕之のソロプロジェクト）
- 佐藤昭太 ウェブサイト（ウェブデザイナー、フォトグラファーとしての活動）
- 木下陽輔 ウェブサイト（イラストレーター、絵本作家としての活動）

### 記事
- euphoriaインタビュー - CINRA.NET／2008年8月29日掲載
- なぜ無料配信アルバムなのか？euphoriaインタビュー - CINRA.NET／2010年2月5日掲載